# Ambarcum Ivanovič Bek-Nazarov
Ambarcum Ivanovič Bek-Nazarov (Erevan, 31 maggio 1892 – Mosca, 27 aprile 1965) è stato un regista cinematografico sovietico.

## Filmografia (parziale)

### Regista
- Sevil' (1929)
- Zangezur (1938)[1]